# Ulrich von Hutten
Ulrich von Hutten (21. dubna 1488, hrad Steckelberg, Německo – 29. srpna 1523, Ufenau, Švýcarsko) byl německý učenec, básník a reformátor. Byl otevřeným kritikem římskokatolické církve.

## Životopis
Byl nejstarším synem chudé, ale nikoli nevýznamné rytířské rodiny. Jelikož byl malého vzrůstu a často nemocen, jeho otec se jej rozhodl poslat do kláštera - když mu bylo deset let, odvedl ho k benediktinům ve Fuldě. Místní klášterní škola byla v Německu vysoce ceněna a Ulrich tak dostal vynikající vzdělání. Mnišský způsob života mu ale nevyhovoval, a tak v roce 1505 uprchl do Kolína nad Rýnem. Získal tak sice svobodu, ale vzbudil také hněv svého otce.
V Kolíně se seznámil se vzdělanci a básníky. Přes Erfurt se dostal do Frankfurtu nad Odrou, kde se otevírala nová univerzita. Zde získal magisterský titul a publikoval svou první báseň.
Roku 1509 studoval teologii na univerzitě v Greifswaldu. Nejprve zde byl přijat vstřícně, časem však jeho mecenáši z řad měšťanů nemohli snést jeho povýšené chování. Greifswald tak opustil. Na cestě byl sluhy svých přátel okraden o ošacení i knihy. Uprostřed zimy, bez peněz, zmrzlý a polomrtvý hlady dorazil do Rostocku. Tam byl opět kladně přijat humanisty a pod jejich ochranou psal texty namířené proti někdejším přátelům z Greifswaldu. Zahájil tak dlouhou sérii satir a ostrých útoků proti svým osobním i veřejným nepřátelům. Pokračoval pak do Wittenbergu, kde roku 1511 publikoval spis o psaní poezie Ars Versificatoria. Přes Lipsko a Vídeň se dostal do italské Pavie, kde začal studovat práva. Roku 1512 jeho studia přerušila válka. Při obležení města byl okraden oběma znesvářenými stranami (papežskými i švýcarskými vojsky) a nemocný a opět bez peněz uprchl do Bologne.
Za další dva roky byl opět v Německu, kde jej jeho básnické nadání i přátelství Eitelwolfa von Stein dostalo do přízně mohučského kurfiřta, arcibiskupa a budoucího kardinála Albrechta Braniborského. Zde začal snít o kariéře učence a literáta.
Rok 1515 změnil běh jeho života. Jeho příbuzného Hanse von Huttena zavraždil Ulrich, vévoda z Württemberga. Hutten začal na adresu vévody psát ostře kritické dopisy, proslovy a sžíravé satiry. Angažoval se také při vzniku knihy satirických latinských dopisů Epistolæ Obscurorum Virorum (překládáno např. jako Dopisy tmářů), sepsaných na podporu teologa Johanna Reuchlina. Tyto práce jej v Německu učinily známou osobností.
Hutten se pak vydal opět do Itálie, aby dokončil studium práv. Za zdejšího pobytu se v něm rozhořela prudká nenávist k papežství, které napadl v předmluvě ke knize Laurentia Vally De Donatione Constantini, publikované roku 1517. Jeho text tak pomáhal připravit půdu pro Martina Luthera. Téhož roku se vrátil do Německa, kde se dostal pod ochranu císaře Maxmiliána, který si jej vážil jako básníka a vyznamenal jej titulem a věncem básníka.
Ještě roku 1518 však doprovázel arcibiskupa Albrechta na několika oficiálních návštěvách Paříže a Augsburského říšského sněmu. Publikoval pak německy psané pamflety napadající papeže a římské duchovenstvo.
Arcibiskup Albrecht o jeho aktivitách referoval v Římě, a Hutten se tak v roce 1519 stal podporovatelem Luthera a jeho snah o náboženskou reformu. Na rozdíl od něj však spolu s Franzem von Sickingen usiloval o její prosazení vojenskými prostředky. V roce 1522 při tzv. povstání rytířů napadli území arcidiecéze Trevír. Následujícího roku však byli rytíři poraženi. Hutten se poté ještě neúspěšně pokusil získat na stranu reformace Erasma Rotterdamského.

## Zdravotní stav
Posledních 15 let svého života trpěl „francouzskou nemocí", na kterou ve věku 35 let zemřel. Roku 1519 napsal text nazvaný De morbo Gallico (O francouzské nemoci), kde popisoval symptomy a léčbu syfilis. Tento text je v historii medicíny jedním z prvních popisů nemoci z pohledu pacienta.